# حوذان صغير الزهرة
الحوذان الصغير الزهرة نوع نباتي يتبع جنس الحوذان من الفصيلة الحوذانية.
موطنه الأصلي غرب أوروبا وصولاً إلى السواحل الشمالية للبحر المتوسط. أدخل إلى الولايات المتحدة وأستراليا حيث ينتشر كحشيشة.